# Jericho Brown
Jericho Brown, all'anagrafe Nelson Demery III (Shreveport, 14 aprile 1976) è un poeta statunitense.

## Biografia
Nato e cresciuto a Shreveport, Jericho Brown ha ottenuto la laurea triennale alla Dillard University, la magistrale all'Università di New Orleans e il dottorato di ricerca all'Università di Houston. Ha insegnato all'Università di Houston dal 2002 al 2007, all'Università statale di San Diego nel 2009 e all'Università Emory dal 2013. 
Nel 2008 ha pubblicato la sua prima antologia poetica, Please, seguita nel 2014 da The New Testament. Nel 2020 il suo terzo libro, The Tradition, gli è valso il Premio Pulitzer per la poesia. Oltre al Pulitzer, Brown ha ricevuto numerosi altri prestigiosi riconoscimenti, tra cui l'American Book Award (2009), il National Endowment for the Arts (2011), la Guggenheim Fellowship (2016) e il Premio Pulitzer per la poesia per la raccolta The Tradition (2020).
Brown è dichiaratamente gay.

## Opere
- Please, New Issues Poetry & Prose, 2008, ISBN 978-1-930974-79-1
- The New Testament, Copper Canyon Press, 2014, ISBN 978-1-55659-457-1
- The Tradition, Copper Canyon Press, 2019, ISBN 9781556594861
  - Traduzione italiana: La tradizione, a cura di Antonella Francini, Roma, Donzelli, 2022